# 联合国安全理事会第1244号决议
在回顾第1160（1998），1199（1998），1203（1998）和1239（1999）号决议后，联合国安全理事会于1999年6月10日通过的第1244号决议授权在南斯拉夫联盟共和国 境内授权国际文职人员和军事人员。成立了联合国科索沃临时行政当局特派团（科索沃特派团）。在此之前，南斯拉夫总统斯洛博丹·米洛舍维奇于6月8日同意芬兰总统马尔蒂·阿赫蒂萨里和前俄罗斯总理切尔诺梅尔丁提议的条款，其中涉及所有南斯拉夫国家部队撤离科索沃（决议附件2）。
第1244号决议以14票对0票获得通过。中国投了弃权票，尽管中国批评北约的进攻，特别是轰炸中国大使馆。它认为冲突应该由南斯拉夫政府及其人民来解决，反对外部干预。但是，由于南斯拉夫联盟共和国接受了和平建议，中国没有对决议投否决票。
科索沃在2008年单方面宣布独立，塞尔维亚和其他一些联合国成员国强调，1244号决议对各方仍然具有法律约束力。
2022年12月9日，塞爾維亞總理布尔纳比奇表示，因为北約駐科索沃維和部隊没有履行义务，科索沃-梅托希亚的塞族人感到不安全，根据联合国安理会第1244号决议规定，塞尔维亚有权在科索沃-梅托希亚地区部署1000名安全人员，